# Bergslagernas Nyheter (1905)
Bergslagernas Nyheter var en dagstidning utgiven i Filipstad från den 9 september 1905 till 15 juni 1922. Tidningen har den 9 september 1905 beteckningen provnummer, men är samtidigt nummer 1, varför det inte kan anses röra sig om ett riktigt provnummer.
Tidningen hade ett utgivningsuppehåll från 15 januari till 30 januari 1913 och skrev efteråt: Bärgslagernas Nyheter har utridit den storm, som mot densamma från visst håll levererats, och utkommer nu åter.

## Redaktion
Redaktionen satt i Filipstad hela utgivningstiden. Politisk tendens för tidningen var frisinnad eller radikal. Det var en nykterhetsvänlig dagstidning, tidningen skriver 9 september 1905: Bergslagernas Nyheter blir sin orts nykterhetsvänners speciella organ och kommer att efter bästa förmåga arbeta för att bevaka deras intressen.
Tidningen gavs ut två dagar i veckan hela tiden utom från den 3 oktober 1911 till 14 januari 1915 och från 15 augusti 1918 till tidningens upphörande då den kom ut tre dagar i veckan tisdag. torsdag och lördag. Tidningen växlade mellan morgon och eftermiddagsutgivning. I slutet kom tidningen ut i staden på andra dagar än i omgivande landsbygd. Ett nummer av tidningen den 26 mars 1919 är märkt Stadsupplaga men bara detta enda nummer.
| Period                 | Ansvarig utgivare               | Period                                        | Redaktör                             |
| 1905-08-10--1907-11-04 | Palm, Erik Otto Petersson       | 1905-09-09--1907-10-02                        | Palm, Erik Otto                      |
| 1907-11-05--1910-07-03 | Arnold, Lars Otto redaktören    | 1907-10-05--1907-11-30 1907-12-07--1910-07-05 | Tjus, Georg ingen uppgift            |
| 1910-07-04--1912-01-29 | Stuge, Anders Helmer Andersson  | 1910-07-08--1912-01-27                        | Stuge, Helmer redaktionssekreteraren |
| 1912-01-30--1913-02-05 | Ericsson, Erik Agaton           | 1912-01-30--1912-06-08 1912-06-11--1913-01-09 | Ring, Thure red sekr ingen uppgift   |
| 1913-02-06--1915-09-07 | Axelsson, Pär Olof              | 1913-01-31--1915-08-31                        | Axelsson, Pär                        |
| 1915-09-08--1922-06-15 | Jönsson, Carl Edward redaktören | 1915-09-03--1920 -10-07                       | Jönsson, Carl E.                     |
| 1915-09-08--1922-06-15 | Jönsson, Carl Edward redaktören | 1919-11-13--1921-11-029                       | Rosenborg, Nils Emil                 |
| 1915-09-08--1922-06-15 | Jönsson, Carl Edward redaktören | 1921-12-01--1922-06-15                        | Ingen uppgift                        |

## Förlag och tryckning
Förlag hette till 8 december 1907 Östra Värmlands Tidningsaktiebolag i Filipstad (säte för förlaget lite osäkert). Från den 9 december 1907 till 17 juli 1910 heter förlaget Bergslagernas Nyheter Arnold & Lindström i Filipstad. 1910 till 28 januari 1912 heter förlaget Bergslagernas Nyheter Ericsson & Stuge i Filipstad. Den 29 januari 1912 blir Bärgslagernas Nyheter E. Agaton Ericsson i Filipstad nytt förlag- Tidningen sista förlag blev Tryckeriaktiebolaget Bärgslagernas Nyheter i Filipstad men bolaget träder i likvidation 1922-05-13. Sista månaden tidningen gavs fanns inget angivet förlag troligen konkursboet.
Tidningen hade bara en färg svart. Typsnitt var antikva som sattes på satsytan som mestadels var stora foiioformat utom under första världskriget då den periodvis var mindre. Tidningen hade 4 sidor hela utgivningstiden. Prenumerationspriset var relativt stabilt 3 kronor 1912 och som högst 9 kronor 1921 i inflationen efter första världskriget. Upplagan var 1600 exemplar 1906 och ökade sedan till 3000 exemplar 1911 till 1916. För de sista åren finns inga uppgifter.
| Period                 | Tryckeri                                                | Ort          |
| 1905-09-09--1907-11-30 | Värmlands tryckeri, Karl Otto                           | Kristinehamn |
| 1907-12-07--1910-07-05 | Bergslagernas Nyheters boktryckeri (Arnold & Lindström) | Filipstad    |
| 1910-07-08--1910-07-22 | Bergslagernas Nyheters boktryckeri                      | Filipstad    |
| 1910-07-26--1910-09-27 | Bergslagernas Nyheters boktryckeri (Ericsson & Stuge)   | Filipstad    |
| 1910-09-30--1912-01-27 | Bärgslagernas Nyheters boktryckeri (Ericsson & Stuge)   | Filipstad    |
| 1912-01-30--1922-06-15 | Bärgslagernas Nyheters boktryckeri                      | Filipstad    |